# Scopula tenera
Scopula tenera är en fjärilsart som beskrevs av W. Warren 1899. Scopula tenera ingår i släktet Scopula och familjen mätare. Inga underarter finns listade.